# Ашимов Асаналі Ашимович
Асаналі Ашимович Ашимов (каз. Асанәлі Әшімұлы; нар. 8 травня 1937, с. Жайилма, Сарисуський район, Жамбилська область, Казахська РСР, СРСР) — радянський, казахський актор, режисер театру та кіно, сценарист, педагог. Герой Праці Казахстану (2017). Лауреат Державної премії СРСР (1974). Народний артист СРСР (1980).

## Біографія
Народився 8 травня 1937 року в селі Жайилма (за іншими джерелами — 9 травня 1937 року в селі Байкадам і в 1939 році) Сарисуського району Південно-Казахстанської області (нині — в Жамбильській області) Казахської РСР. Походить із роду шеркеш племені байули.
1961 року закінчив театральний факультет (з 1977 року — Театрально-мистецький інститут, нині Казахська національна академія мистецтв імені Т. К. Жургєнова) при Казахська національна консерваторія імені Курмангази в Алма-Аті.
У 1961—1963 роках працював на кіностудії «Казахфільм», де розпочалася його активна кінематографічна діяльність.
З 1963 — актор, режисер Казахського драматичного театру ім. М. О. Ауезова в Алма-Аті. У 1987—1988 роках був художнім керівником театру.
Працював з такими майстрами театру, як Серке Кожамкулов, Шакен Айманов, Курманбек Жандарбеков, Канабек Байсеїтов та багатьма іншими. У театрі грав із популярними артистами, як Нурмухан Жантурін, Ідріс Ногайбаєв, Ануар Молдабеков.
Під час роботи на сцені Казахського драматичного театру ім. М. О. Ауезова ним створено близько 50 ролей.
Ставив вистави в інших театрах — у Шимкентському обласному драматичному театрі ім. Ж. Шаніна, Казахський державний академічний театр для дітей та юнацтва імені Габіта Мусрепова.
Багато знімався у кіно. Дебютував студентом у фільмі «Ботагоз» (1958) за повістю Сабіта Муканова, де зіграв роль Кенжетая. Його партнеркою була також дебютантка Гульфайрус Ісмаїлова, яка пізніше стала відомим театральним художником. Після низки прохідних ролей актор запам'ятався в ролі підступного Бекежана в кінодрамі за казахським епосом «Киз-Жибек» (режисер Султан-Ахмет Ходжиков, 1970).
Тоді ж він отримав головну роль у фільмі свого тестя Шакена Айманова «Кінець отамана» за сценарієм Андрія Міхалкова-Кончаловського. Фільм мав великий успіх у всьому Союзі. Тільки 1972 року його переглянуло 30 млн глядачів. Стрічка започаткувала цілу трилогію про чекіста Чадьярова, який став візитівкою актора.
У 1977 році Ельдор Уразбаєв зняв другий фільм трилогії «Транссибірський експрес» за сценарієм Олександра Адабаш'яна та Микити Міхалкова, де знову він у головній ролі, і знову успіх, у якому неабияке значення зіграла артистична чарівність та майстерність актора — 24 млн глядачів.
Нарешті, 1989 року за сценарієм його самого режисери І. Вовнянко та Гук Ін Цоєм поставили завершальний фільм трилогії — «Маньчжурський варіант».
Через 20 років актор вирішив реанімувати цю історію та режисер Хуат Ахметов зняв новий фільм про пригоди Касимхана «Хто ви, пане Ка?» (2009) знову з А. А. Ашимовим у головній ролі.
Через завантаженість у театрі актор знявся лише у трьох десятках фільмів, але його згодом більше почала залучати роль кінорежисера. У 1981 році він дебютував фільмом «Рік дракона» за історичним романом Зії Самаді (сценарій Юрія Візбора) про уйгурське повстання XIX століття в Сіньцзяні. У 1985 році зняв фільм «Легендарний Чокан» про відомого казахського вченого та мандрівника Чокана Валіханова, в головній ролі його син Сагі.
Потім поставив фільми «Полин» (1986), кінодраму за казахським епосом «Кози Корпеш — Баян сулу» (1992), «Будинок біля солоного озера» за сценарієм письменника Сатімжана Санбаєва (2004).
Викладав у Казахській національній академії мистецтв ім. Т. К. Жургєнова (професор).
Член КПРС із 1973 року.
З 1990 — президент кіностудії «Елім-ай».
У 2017 році стало відомо, що актор ухвалив остаточне рішення залишити театральну сцену. За його словами, причин для цього було кілька: пішли з життя партнери, немає режисера, з яким він хотів би працювати.

### Особисте життя
- Мама залишилася вдовою, коли їй було всього 22 роки, більше не виходила заміж[10] пом. у 2002 році.[11]
- Перша дружина — Майра Айманова (1938—1993), що стала пізніше оперною співачкою. Дочка Шакена Айманова (1914—1970), казахського кінорежисера, народного артиста СРСР (1959). Одружився ще студентом. Шлюб тривав 35 років, аж до смерті Майри.[10]
  - Син — Маді (1959—1999), архітектор.
    - Онуки: Нуріля (1963), Нуралі (1970).
      - Правнуки: Санія (2010), Саян (2014), Самаді (2021)

  - Син — Сагі (1961—1999), актор.
  - Син — Ансар (1997)
  - Дочка — Майра (1997)
    - Правнучка — Аяна (2021)

- Друга дружина — Гульсім[12].
  - Син — Олжас (1980)[12].
- Третя дружина — Маржан, шлюб тривав лише 2 роки.[12]
  - Дочка — Сагіна (2001)[12].
- Четверта дружина (із 2002) — Багдат (нар. 1971), його лікар. У січні 2008 року 70-річний актор знову став батьком[13]. Сина дружина назвала також Асаналі.

## Творчість

### Ролі в театрі
- 1969 — «Дон Жуан, або Любов до геометрії» М. Фріша — Дон Жуан
- 1979 — «Ревізор» М. В. Гоголя — Городничий
- 2002 — «Перед заходом сонця» Г. Гауптмана — Матіас Клаузен
- «Кози Корпеш — Баян сулу» Г. М. Мусрепова — Кодар, Кози-Корпеш
- «Каракипчак Кобланди» М. О. Ауезова — Айшуак
- «Єнлик-Кебек» М. О. Ауезова — Кебек
- «Заповіт нащадкам» Г. Мусрепова — Сирим Датов
- «Кров і піт» А. К. Нурпеїсова — Єламан
- «Абай» М. О. Ауезова і Л. С. Соболєва — Айдар
- «Сходження на Фудзіяму» Ч. Айтматова і К. Мухамеджанова — Осінбай Татаєв
- «На чужині» К. Мухамеджанова — Асан
- «Буран» Тахаві Ахтанова — Касболат
- «Несмішна комедія» А. Ашимов — Сенжан
- «Варшавська мелодія» Л. Г. Зоріна — Віктор
- «Абай» М. О. Ауезова — Керім[14]
- «Ранкова луна» К.Іскака, за мотивами повісті М. Ауезова «Постріл на перевалі» — Жарасбай[14]

### Постановки
- 1969 — «Дон Жуан, або Любов до геометрії» М. Фріша
- 1979 — «Ревізор» М. В. Гоголя
- 1987 — «Амангельди» Г. М. Мусрепова
- 1987 — «Чи є отрута, яку я не пив…» І. Оразбаєва
- 1988 — «Якби я був султан» С. Ваннуса
- 1989 — «Акбілек» Ж. Аймауитова

Ставив вистави в інших театрах — у Шимкентському обласному драматичному театрі ім. Ж. Шаніна — вистава «І навіть султан не вічний», у Республіканському театрі юного глядача ім.Г. Мусрєпова — «Сонячна красуня Кунекей».

## Фільмографія

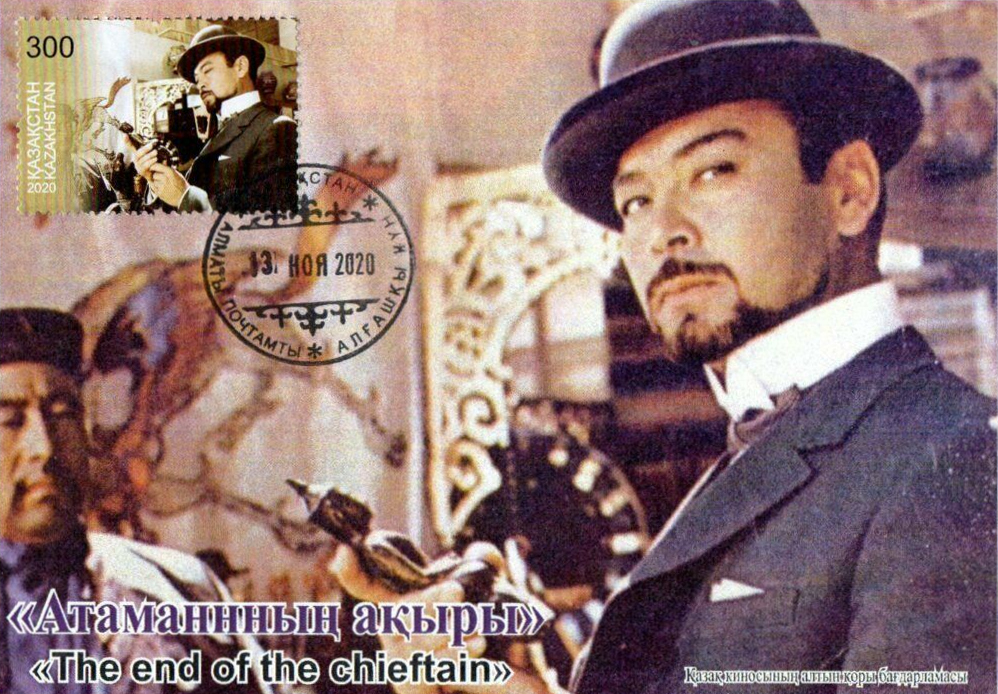
Ашимов, Кінець отамана

### Актор
- 1957 — Ботагоз — Кенжетай
- 1959 — Дорога йде вдалину — Болат
- 1959 — На дикому брезі Іртиша — Жанай Уралов
- 1960 — В одному районі — Дюсен Бектасов
- 1961 — Пісня кличе — Тойбазар
- 1962 — Хлопчик мій — Мурат
- 1962 — Перехрестя — Іскандер
- 1964 — Сліди йдуть за горизонт — Турар
- 1966 — Тривожний ранок — Берген
- 1966 — Крила пісні — Каймен
- 1969-1970 — Киз-Жибек — Бекежан
- 1970 — Кінець отамана — чекіст Чадьяров
- 1974 — Водоспад — Мамбет Усенов
- 1975 — Вибір — Кожамкул
- 1976 — Кидок, або Все почалося в суботу — професор
- 1976 — Моє кохання на третьому курсі — епізод
- 1977 — [Транссибірський експрес (фільм, 1977)|Транссибірський експрес]] — Фан (Чадьяров)
- 1979 — Смак хліба — Камал Айкенов
- 1979 — Срібний Ріг Ала-Тау — Нургази
- 1980 — Гонці поспішають — Каражал
- 1981 — Провінційний роман — прокурор
- 1984 — Чокан Валіханов — Чингіс Валіханов
- 1986 — На перевалі — Сарибура
- 1986 — Полин — епізод
- 1987 — Лейтенант С. — батько Алмаса
- 1989 — Маньчжурський варіант — Ісідзіма (Чадьяров)
- 1993 — Абулхаїр-хан
- 1996 — Єрмак
- 2001 — Дядю, я тебе вб'ю... — колишній чекіст Омірбай
- 2001 — Втеча з Гулагу
- 2001-2003 — Сарана (серіал) — генерал КНБ
- 2004 — Будинок біля солоного озера — Галімжан Жанаков
- 2005 — Сага давніх булгар (фільм третій «Сага про кохання дочки Чингісхана») — Чингісхан
- 2009 — Вовчий слід (Хто ви, Пане Ка?) — Ка Чен Ву (Чадъяров)[15]
- 2009 — Місто мрії (серіал) — Єрмєк Хаджиєвич
- 2014 — Стара
- 2018 — Аруах — Агатай[16][17][18][19]

### Режисер
- 1981 — Рік дракона (раз. із Гук Ін Цоєм)
- 1983, 1984 — Чокан Валіханов (раз. із Гук Ін Цоєм)
- 1986 — Полин
- 1992 — Кози Корпеш і Баян Сулу
- 2004 — Будинок біля солоного озера (раз. з І. Вовнянко)

### Сценарист
- 1968 — Постріл на перевалі Караш (раз. з А. Таразі і Б. Шамшієвим)
- 1983, 1984 — Чокан Валіханов (раз. з Ю. Ніколіним)
- 1989 — Маньчжурський варіант (раз. з І. Вовнянко)
- 1992 — Кози Корпеш и Баян Сулу (раз. із Ш. Хусаїнов)
- 2004 — Будинок біля солоного озера (раз. з І. Вовнянко і С. Санбаєвим)
- 2009 — Хто ви, Пане Ка? (раз. із Є. Турсуновим і Х. Ахметовим)

### Твори
- А. Ашимов. «Пісня Майри», 1995 р. (казахською м.)
- А. Ашимов. «Душа — це особливо», 2001
- А. Ашимов. П'ятитомник «Посвята» (дружині та синам), 2007
- А. Ашимов. «З любов'ю Ваш Асаналі Ашимов», 2009 [недоступне посилання з Май 2018]

## Нагороди та звання
Нагороди СРСР
| Країна           | Дата вручення | Нагорода                                                                                   | Нагорода                                                                                   |
| ---------------- | ------------- | ------------------------------------------------------------------------------------------ | ------------------------------------------------------------------------------------------ |
| СРСР / Казахстан | 1973          | Державна премія Казахської РСР ім. До. Байсеїтовій, за роль у фільмі "Кінець отамана"      | Державна премія Казахської РСР ім. До. Байсеїтовій, за роль у фільмі "Кінець отамана"      |
| СРСР             | 1974          | Державна премія СРСР за виконання ролі Єламана у виставі «Кров і піт» А. А. До. Нурпеїсова | Державна премія СРСР за виконання ролі Єламана у виставі «Кров і піт» А. А. До. Нурпеїсова |
| СРСР / Казахстан | 1976          | Народний артист Казахської РСР                                                             | Народний артист Казахської РСР                                                             |
| СРСР             | 1980          | Народний артист СРСР                                                                       | Народний артист СРСР                                                                       |

Нагороди Казахстану
| Країна                          | Дата           | Нагорода | Нагорода |
| ------------------------------- | -------------- | --- | --- |
| Казахстан                       | 2001           | Кавалер ордена Отан | Кавалер ордена Отан |
| Казахстан / Жамбильська область | 2002           | Почесний громадянин Жамбилської області | Почесний громадянин Жамбилської області |
| Казахстан                       | 2007           | Кавалер ордена Курмет | Кавалер ордена Курмет |
| Казахстан                       | 2007           | Кавалер ордена Парасат | Кавалер ордена Парасат |
| Казахстан                       | 2008           | Медаль «10 років Астані» | Медаль «10 років Астані» |
| Казахстан                       | 2012           | Нагрудний знак «Відмінник культури» | Нагрудний знак «Відмінник культури» |
| Казахстан                       | 2014           | Кавалер ордена Достик 1 ступеня | Кавалер ордена Достик 1 ступеня |
| Казахстан / Алма-Ата            | 2015           | Почесний громадянин міста Алма-Ати | Почесний громадянин міста Алма-Ати |
| Казахстан                       | 2016           | Державна стипендія Першого Президента Республіки Казахстан — Лідера Нації у галузі культури | Державна стипендія Першого Президента Республіки Казахстан — Лідера Нації у галузі культури |
| Казахстан                       | 2016           | Медаль «25 років незалежності Республіки Казахстан» | Медаль «25 років незалежності Республіки Казахстан» |
| Казахстан                       | 2017           | Почесне звання «Герой Праці Казахстану» з врученням особливої відзнаки Золотої зірки | Почесне звання «Герой Праці Казахстану» з врученням особливої відзнаки Золотої зірки |
| Казахстан                       | 2017           | Державна стипендія Першого Президента Республіки Казахстан — Єлбаси в области культури) | Державна стипендія Першого Президента Республіки Казахстан — Єлбаси в области культури) |
| Казахстан                       | 2018           | Ювілейна медаль «20 років Астані» | Ювілейна медаль «20 років Астані» |
| Казахстан / КНБ РК              | —              | Медаль «За внесок у забезпечення національної безпеки» | Медаль «За внесок у забезпечення національної безпеки» |
| Казахстан                       | 1998           | Медаль «Астана» | Медаль «Астана» |
| Казахстан                       | 2001           | Медаль «10 років незалежності Республіки Казахстан» | Медаль «10 років незалежності Республіки Казахстан» |
| Казахстан                       | 2005           | Медаль «10 років Конституції Республіки Казахстан» | Медаль «10 років Конституції Республіки Казахстан» |
| Казахстан                       | 2006           | Медаль «10 років Парламенту Республікі Казахстан» | Медаль «10 років Парламенту Республікі Казахстан» |
| Казахстан                       | 2004           | Медаль «50 років Цілині» | Медаль «50 років Цілині» |
| Казахстан                       | 2011           | Медаль «20 років незалежності Республіки Казахстан» | Медаль «20 років незалежності Республіки Казахстан» |
| Казахстан                       | 2015           | Медаль «20 років Конституції Республіки Казахстан» | Медаль «20 років Конституції Республіки Казахстан» |
| Казахстан                       | 2015           | Медаль «20 років Асамблеї народу Казахстану» | Медаль «20 років Асамблеї народу Казахстану» |
| Казахстан                       | 2016           | Медаль «Ветеран праці» | Медаль «Ветеран праці» |
| Казахстан                       | 2022 (жовтень) | Лист подяки Президента Республіки Казахстан з врученням золотого нагрудного знака «Алтин Барис» — за плідну роботу у сфері культури та мистецтва та на честь національного свята — Дня Республіки.; | Лист подяки Президента Республіки Казахстан з врученням золотого нагрудного знака «Алтин Барис» — за плідну роботу у сфері культури та мистецтва та на честь національного свята — Дня Республіки.; |

Громадські нагороди
| Країна                                | Дата вручення | Нагорода                                                                            | Нагорода                                                                            |
| ------------------------------------- | ------------- | ----------------------------------------------------------------------------------- | ----------------------------------------------------------------------------------- |
| Казахстан «Клуб меценатів Казахстану» | 2000          | Незалежна загальнонаціональна премія "Тарлан", «За внесок» у розділі «Кінематограф» | Незалежна загальнонаціональна премія "Тарлан", «За внесок» у розділі «Кінематограф» |
| Росія АПБОП                           | 2007          | Орден М. Ломоносова                                                                 | Орден М. Ломоносова                                                                 |
| Міжнародна академія ЮНЕСКО            | 2007          | Орден «Золотий орел», за заслуги перед світовим кіно                                | Орден «Золотий орел», за заслуги перед світовим кіно                                |

Театральні та кінематографічні нагороди
| Країна | Дата вручення | Нагорода                                                                                        | Нагорода                                                                                        |
| --- | ------------- | ----------------------------------------------------------------------------------------------- | ----------------------------------------------------------------------------------------------- |
| СРСР | 1978          | Лауреат XI Всесоюзного кінофестивалю в Єревані, за зйомки у фільмі «Транссибірський експрес»    | Лауреат XI Всесоюзного кінофестивалю в Єревані, за зйомки у фільмі «Транссибірський експрес»    |
| СРСР | 1982          | Дипломант XV Всесоюзного кінофестивалю в Таллінні за розробку теми національно-визвольного руху | Дипломант XV Всесоюзного кінофестивалю в Таллінні за розробку теми національно-визвольного руху |
| Казахстан                                                                                                   | 2003          | Приз за найкращу чоловічу роль I Кінофестивалю "Зірки Шакена" у фільмі «Дядю, я тебе вб'ю»      | Приз за найкращу чоловічу роль I Кінофестивалю "Зірки Шакена" у фільмі «Дядю, я тебе вб'ю»      |
| Казахстан                                                                                                   | 2007          | «Майстер екрану-2007» (каз. Экран шебері)                                                       | «Майстер екрану-2007» (каз. Экран шебері)                                                       |
| СНД Рада з гуманітарного співробітництва та Міждержавний фонд гуманітарного співробітництва держав-учасниць | 2011          | Лауреат Премії в галузі культури та мистецтва «Зірки Співдружності»                             | Лауреат Премії в галузі культури та мистецтва «Зірки Співдружності»                             |
| Казахстан                                                                                                   | 2012          | Іменна зірка — на головній кіностудії країни «Казахфільм» (2012)                                | Іменна зірка — на головній кіностудії країни «Казахфільм» (2012)                                |
| СНД Міжпарламентська асамблея СНД                                                                           | 2017          | Почесний знак «За заслуги у розвитку культури та мистецтва»                                     | Почесний знак «За заслуги у розвитку культури та мистецтва»                                     |

## Спадщина
- Документальний фільм «Асаналі», режисер І. А. Вовнянко (1986).
- Іменем А. Ашимова названо п'ятизірковий коньяк «Асаналі», що випускається АТ «Бахус», Алма-Ата.
- До 70-річчя актора у Таразі було відкрито музей А. А. Ашимова[39].
- До 70-річчя актора було видано «Золоту колекцію фільмів Асаналі Ашимова» у вигляді коробки з 12 DVD з дюжиною найкращих фільмів.[40]
- Про творчість А. Ашимова знято документальний фільм «Дорогу здолає той, хто йде» (реж. І. О. Вовнянко, 1986)
- До 75-річчя А. Ашимова було знято 40-хвилинний документальний фільм «Дзеркальних справ майстер».
- До 85-річчя на території Казахстанського центру ділового співробітництва «Атакент» встановили бронзову скульптуру Асаналі Ашимова, що сидить на лавці.[41]